# مسابقات تنیس ویمبلدون ۲۰۱۸
مسابقات تنیس ویمبلدون ۲۰۱۸ (انگلیسی: 2018 Wimbledon Championships) یک تورنمنت گرند اسلم بود که در باشگاه تنیس و کروکت انگلستان در ویمبلدون لندن برگزار شد. مسابقات اصلی از ۲ ژوئیه ۲۰۱۸ آغاز شد و تا ۱۵ ژوئیه ادامه داشت.
راجر فدرر مدافع عنوان قهرمانی به کوین اندرسون باخت و حذف شد. در نهایت نواک جوکوویچ از صربستان با غلبه بر کوین اندرسون در فینال، قهرمان این دوره از مسابقات شد.
گاربینیه موگوروسا مدافع عنوان قهرمانی بانوان نیز به آلیسون فن اویتفانک باخت و حذف شد. در بخش بانوان، آنجلیک کربر از آلمان با غلبه بر سرینا ویلیامز آمریکایی در فینال، قهرمان شد.